# We the Kings (album)
We the Kings è l'album di debutto del gruppo emo-pop statunitense omonimo, pubblicato nel 2007 negli USA e nel 2008 in Europa.

## Tracce
1. Secret Valentine – 3:28
2. Skyway Avenue – 3:25
3. Check Yes Juliet – 3:40
4. Stay Young – 2:48
5. Whoa – 2:37
6. August Is Over – 3:15
7. The Quiet – 3:12
8. Don't Speak Liar – 3:01
9. Headlines Read Out – 3:13
10. All Again for You – 3:06
11. This Is Our Town – 2:29

## Formazione
Membri del gruppo
- Travis Clark - voce, chitarra
- Danny Duncan - batteria
- Drew Thomsen - basso
- Hunter Thomsen - chitarra, voce

Membri esterni
- Chris Gehringer - masterizzazione
- Lou Giordano - missaggio
- Sean Gould  - ingegneria del suono
- Femio Hernández - assistenza missaggio
- Tom Lord-Alge - missaggio
- Shane McCauley - fotografia, ingegneria del suono
- Mike Ski - direzione artistica
- Steve Yegelwel - A&R